# Правна сигурност
Правната сигурност е правен принцип във вътрешното и международното право, който повелява, че законът трябва по такъв начин да регулира обществените отношения, че правните субекти да имат възможност с висока степен на вероятност да предвиждат за напред поведението и постъпките си съобразно принципа на законност. Правната сигурност е международно валиден принцип в правото, и като такъв е основен по отношение на изискването за спазване на върховенството на закона и от субектите на международното публично право. 
Правната сигурност се осъществява и е поставена в зависимост от възприетата правна система. България като страна с исторически сложила се континентална пандектна система на гражданското право има два основни правни принципа с оглед на правна сигурност:
1. в цивилистиката - Ignorantia legis neminem excusat;
2. в пеналистиката - Nullum crimen, nulla poena sine praevia lege poenali.